# Task Force 45
(Stanley A. McChrystal, generale statunitense Comandante dell'International Security Assistance Force (ISAF) e dell'U.S. Forces in Afghanistan (USFOR-A), 6 marzo 2010.)
La Task Force 45 (TF-45) era un'unità militare interforze di Forze speciali italiane, operante, almeno dal giugno 2006 al 2016 in Afghanistan, nell'ambito dell'Operazione "Sarissa" dell'International Security Assistance Force (ISAF).
Lo Stato Maggiore della Difesa ne coordinava le operazioni attraverso il COFS.
La task force era riservata, e i componenti non erano conteggiati nel complesso del contingente italiano dei 3.880 militari (al 26 giugno 2011) schierati in Afghanistan, motivo per cui il numero degli effettivi della TF-45 è ancora sconosciuto (sono stimati circa 200 effettivi, ma la cifra è incerta).
Secondo Gianandrea Gaiani, esperto militare e Direttore di Analisi Difesa, la TF-45 "costituisce la più grande unità di forze speciali mai messa in campo dall'Italia dai tempi dell'"Operazione Ibis" in Somalia".

## L'operazione Sarissa
L'Operazione "Sarissa" (dal nome di una lancia macedone), è la denominazione convenzionale di un'operazione di peacekeeping in Afghanistan in ambito ISAF, che ha visto impiegati elementi dei corpi d'élite italiani sotto il nome di Task Force 45, contro la resistenza talebana e a sostegno del governo della Repubblica islamica di Afghanistan.
La missione, sulla quale il governo italiano e i comandi militari mantengono il massimo riserbo, consisteva nello svolgimento di missioni di guerra non convenzionale, ricognizioni speciali, operazioni anti-terrorismo, liberazione ostaggi e civili, humint, servizio scorta personalità diplomatiche, lotta ai traffici illeciti di armi indirizzate agli insurgents, prevenzione di attentati diretti contro i militari italiani e della coalizione.
La task force di forze speciali italiane operava a stretto contatto con personale delle forze speciali statunitensi, britanniche e degli altri Paesi della coalizione, oltre ovviamente agli afghani, dalle basi di Herat e di Farah.

## Area delle operazioni
| Provincia di Herat Mappa della provincia di Herat Archiviato il 15 dicembre 2011 in Internet Archive. Mappa etnica della provincia di Herat | Provincia di Badghis Mappa della provincia di Badghis Archiviato il 27 ottobre 2005 in Internet Archive. Mappa etnica della provincia di Badghis | Provincia di Ghowr Mappa della Provincia di Ghowr Mappa etnica della provincia di Ghowr | Provincia di Farah Mappa della provincia di Farah Archiviato il 7 ottobre 2006 in Internet Archive. Mappa etnica della provincia di Farah |
| | |                                                                                         | |
| | |                                                                                         | |
| Distretti della provincia di Herat | Distretti della provincia di Badghis | Distretti della provincia di Ghowr                                                      | Distretti della provincia di Farah |
| | |                                                                                         | |

## Composizione
La TF-45 è composta da militari provenienti da tutti i reparti delle Forze Speciali italiane (FS - TIER 1) e delle Forze per le Operazioni Speciali (FOS - TIER 2) ed agisce sotto esclusivo comando operativo del 9º Reggimento d'assalto paracadutisti "Col Moschin" dell'Esercito Italiano.
Come tutte le forze speciali italiane, la TF-45 ha come supporto operativo per i trasporti le Unità di Supporto Operativo per Operazioni Speciali (SOOS). Come supporto operativo per le trasmissioni, communications security (comsec), le Joint Task Force C4 (JTF C4), dipendente dalla Sub Agenzia di Ridistribuzione (SAR), di base al Provincial Reconstruction Team (PRT) di Herat.

## Compiti
La TF-45 operava con le tecniche proprie delle Forze speciali per l'espletamento dei "classici" compiti delle stesse. Inoltre, la TF-45 essendo un "comando nazionale interforze "land oriented" (operazioni speciali terrestri) di cui fanno parte gli operatori delle FS TIER 1 di tutte le Forze armate italiane, e da assetti specialistici, a seconda delle esigenze" era chiamata a "creare un ambiente sicuro in Afghanistan, attraverso tutta la gamma delle operazioni speciali". Ha altresì avuto compiti di "search and destroy" per obiettivi sensibili (sia luoghi che persone).

## Dipendenze
La TF-45 a livello funzionale (italiano) dipende da:
- Comando interforze per le Operazioni delle Forze Speciali (COFS);

A livello operativo:
- Joint Special Operations Task Group "Condor-A" (JSOTG "Condor-A");

### Altre unità T.F. Nato
A livello operativo NATO esistono sul territorio dell'Afghanistan altre unità militari combattenti di Forze speciali:
- Task Force 45 (Italia) nel territorio del Regional Command "West" (RC-W);
- Task Force 47 (Germania) nel territorio del Regional Command "North" (RC-N);
- Task Force 49 (soldati di JW Grom) (Polonia) nella Provincia di Ghazni e nei territori del Regional Command "East" (RC-E);
- Task Force 50 (soldati di JW Komandosów) (Polonia) nella Provincia di Ghazni, Provincia di Paktika e nei territori del Regional Command "East" (RC-E);
- Task Force 444 (Regno Unito) nella Provincia di Helmand;
- Task Force 66 (Australia) nelle Province di Oruzgan e di Kandahar.
- Task Force EAGLE (soldati di Special Operations Battalion) (Albania) nella Provincia di Kandahar.

## Ordinamento
La TF-45 è suddivisa in due "Task Unit":
- Task Unit "Alfa" (TU-A) con base ad Farah;
- Task Unit "Bravo" (TU-B) con base a Herat.

Le "Task Unit", a loro volta, sono formate da più "Distaccamenti Operativi"; quelli conosciuti sono:
- Distaccamento Operativo Incursori "Condor 34" - 9º Reggimento d'assalto paracadutisti "Col Moschin" (Esercito Italiano);
- Distaccamento Operativo Carabinieri “Veleno 01” – GIS, Gruppo Intervento Speciale (Arma dei Carabinieri);
- Distaccamento Operativo Incursori "Caimano 69" - GOI del Raggruppamento Subacquei ed Incursori "Teseo Tesei" (Marina Militare);
- Distaccamento Operativo Incursori "Icaro 30" - 17º Stormo incursori (Aeronautica Militare);

Vi erano inoltre Distaccamenti Operativi del 4º Reggimento alpini paracadutisti "Monte Cervino" del 185º Reggimento Paracadutisti Ricognizione Acquisizione Obiettivi dell'Esercito Italiano e il supporto tecnico operativo dell’11º Reggimento Trasmissioni (Esercito Italiano)

## Basi
La TF-45 dispone di due basi:

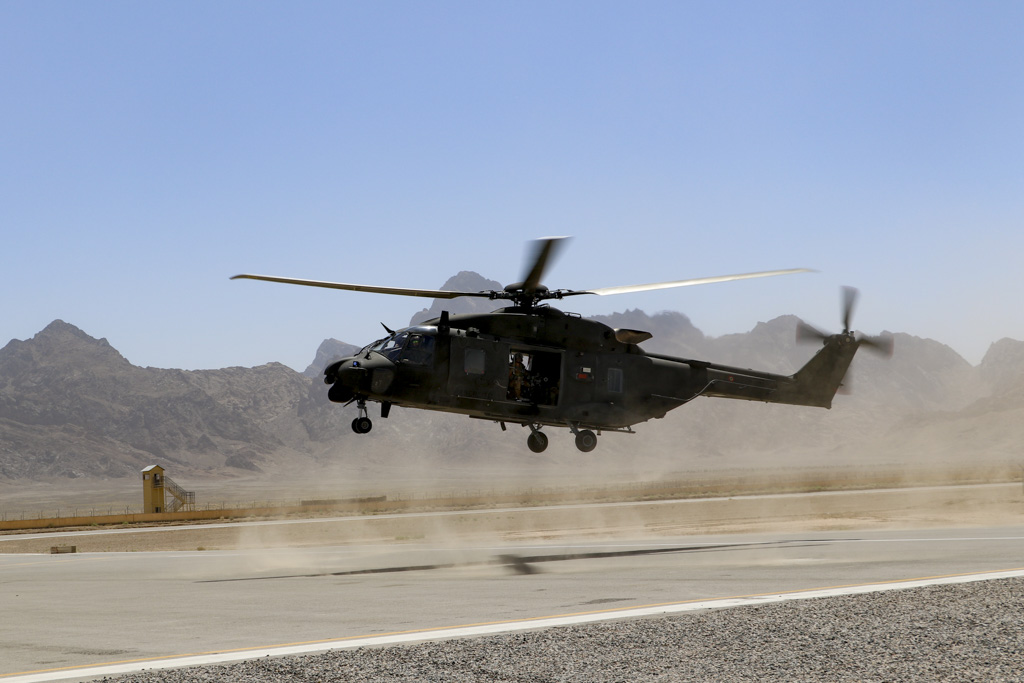
Elicottero da trasporto tattico NH90 dell'AVES in supporto operativo alla FOB di Farah

- Base di Supporto Avanzata "Camp Arena" / Forward Support Base (FSB) "Camp Arena", di Herat, Afghanistan, dove è dislocata la Task Unit "Alfa" e il Comando della TF-45
(34°12′35.43″N 62°13′30.26″E);
- Forward Operating Base (FOB) "El Alamein", di Farah, Afghanistan, dove è dislocata la Task Unit "Bravo"
(32°22′00.43″N 62°09′31.74″E).

Il 9 agosto 2009 un incendio divampò e distrusse la Base della TF-45 a Farah, che si trova all'interno di una base statunitense. Le fiamme attecchirono alla riservetta munizioni, che esplose. Le schegge colpirono almeno due elicotteri statunitensi mentre altre bucarono i serbatoi di carburante. Il sindaco di Farah arrivò con un'autopompa per aiutare le truppe NATO. La causa dell'incendio venne individuata in un malfunzionamento di un generatore elettrico.

## Operazioni effettuate
- Operation "Wyconda Pincer" - Distretto di Bala Buluk e Distretto di Pusht Rod, della Provincia di Farah, Afghanistan - dal 18 settembre 2006 al 23 settembre 2006. Lanciata operazione congiunta delle truppe scelte italiane, spagnole, statunitensi ed afgane (tra le unità impegnate vi erano la Task Force 45, il 66º Reggimento fanteria aeromobile "Trieste" ed i paracadutisti spagnoli di una QRF italo - iberica). Almeno una settantina di insorti talebani rimasero uccisi in scontri con i soldati italiani.
- Operation "Wyconda Pincer 2" - Distretto di Bala Buluk e Distretto di Pusht Rod, della Provincia di Farah, Afghanistan - dal 27 settembre 2006 al 4 ottobre 2006. La stessa Task Force italo - spagnola prosegue nel rastrellamento contro le forze talebane che cercano di riconquistare i due distretti afgani.
- Operation "Wyconda Rib" - Distretto di Gulistan, della Provincia di Farah, Afghanistan - dal 1º ottobre 2006. Riconquistati dei distretti afgani occupati due settimane prima dai talebani. Almeno nove insorti talebani rimangono uccisi negli scontri
- Operazione Speciale "Tiger Achilles" - Valle del Gulistan, nel Distretto di Gulistan, della Provincia di Farah, Afghanistan - marzo 2007. Nonostante il silenzio dei governi di Italia e Spagna, fonti NATO confermano che in contemporanea all'Operazione "Achille", lanciata dalle forze NATO ed afgane contro i ribelli nella provincia di Helmand, la Task Force di Reazione Rapida italo - spagnola prende parte a scontri ed imboscate volti ad intercettare ed eliminare gruppi di talebani in fuga. Solo alcuni di questi scontri a fuoco saranno poi resi noti dai media e dalle autorità militari italiane.
- Operazione "Palk Wahel" - Provincia di Helmand e Provincia di Farah, Afghanistan - 19 settembre 2007. Incursori della Task Force 45 e una QRF di bersaglieri prendono parte ad un duro scontro per intercettare e distruggere un numeroso gruppo di insorti talebani in fuga dalla provincia di Helmand. Fu necessario l'intervento di due elicotteri Mangusta per avere la meglio sugli attaccanti.
- Operazione di salvataggio ostaggi, 23-24 settembre 2007. Il 23 settembre due agenti del Sismi (oggi AISE) ed il loro interprete vennero catturati da banditi locali. La Task Force 45, i servizi segreti militari della Coalizione in Afghanistan, furono immediatamente allertati. Il gruppo era composto non da integralisti ma da miliziani specializzati nella presa di ostaggi, afgani o stranieri, ed il gruppo dietro promessa di riscatto minacciava le autorità di giustiziarli, anche se probabilmente gli ostaggi finivano comunque consegnati alla vicina milizia talebana (dietro versamento di un secondo riscatto) per essere giustiziati ed usati come propaganda filo talebana. Identificato il covo dei rapitori e temendo un immediato trasferimento degli ostaggi presso i talebani, scattò nella notte un'operazione congiunta tra le Forze Speciali Britanniche (SBS) e la Task Force 45 (probabilmente un reparto misto formato da incursori di Esercito e Marina). I britannici, la forza d'attacco principale, dovevano intercettare il convoglio di mezzi in allontanamento, per liberare gli ostaggi, neutralizzare gli ostili e probabilmente catturare o eliminare il comandante del gruppo per ottenere informazioni. Gli italiani ricoprivano il ruolo di forza di supporto, per favorire la cinturazione della zona obiettivo, cioè evitare fughe o l'arrivo di rinforzi avversari, e l'obiettivo primario della Task Force 45 era catturare il covo dei rapitori, pur avendo la certezza di non trovarvi ostaggi ma solo miliziani. Al termine del blitz, i cui dettagli sono coperti da segreto militare, è tuttavia noto che tutti i rapitori rimasero uccisi nello scontro e gli ostaggi liberati, anche se tutti e tre rimasero feriti (si parlò anche di probabile fuoco amico). Due ostaggi sopravvissero, ma il terzo, Lorenzo D'Auria, agente del Sismi, non riuscì a sopravvivere. Trasferito in Italia, sposatosi con la compagna da cui aveva già avuto dei figli, moriva il 04 ottobre 2007.
- Battaglia del Gulistan - Distretto di Gulistan, della Provincia di Farah, Afghanistan - 1°/21 novembre 2007. In seguito all'occupazione di tre distretti da parte di un gruppo di circa 700 insorti talebani, resosi anche responsabili della morte di una ventina di poliziotti e di decine di civili afgani, fu costituita una Task Force composta da circa 500 soldati scelti tra forze speciali italiane, statunitensi ed afgane. Tra i militari italiani coinvolti vi erano gli incursori della Task Force 45, i bersaglieri e gli equipaggi di cinque elicotteri Mangusta ed otto cingolati Dardo, in totale 200 soldati. Dopo circa tre settimane di duri scontri i tre distretti erano stati riconquistati, anche perché i talebani decisero di sacrificare una piccola retroguardia per salvare il grosso delle loro forze oltre il confine iraniano. Sebbene non vi siano stati mai comunicati ufficiali, sembrerebbe che la Task Force Alleata non abbia subito perdite, a parte alcuni feriti, mentre tra gli insorti vi sarebbe un bilancio di vittime significativo: tra i 60 ed i 200 uccisi.
- Esercitazione Anti-Guerriglia - Provincia di Helmand e Provincia di Kandahar - maggio 2008
- Operazione Anti-Guerriglia, Bala Murghab, Afghanistan - 16 luglio 2010. Nel corso di un'operazione a supporto delle truppe afghane e della Coalizione sul confine tra la provincia di Helmand e il territorio affidato al contingente italiano, un reparto della Task Force 45 si ritrovò ad ingaggiare un duro scontro con centinaia di insorti talebani. Gli incursori tennero testa agli attaccanti impiegando fucili di precisione e mitragliatrici di squadra per decimare gli insorti, permettendo l'arrivo di una QRF composta da altri incursori e da fanti del 66º Reggimento "Trieste" (della Brigata Aeromobile "Friuli") e di elicotteri Mangusta. L'intervento degli elicotteri convinse gli attaccanti alla fuga, ma oltre 70 insorti erano rimasti uccisi, 15 furono fatti prigionieri e alcune decine feriti. Tre incursori della Task Force 45 furono feriti nello scontro, due alpini ranger del "Monte Cervino" e un incursore di Marina del GOI, che era stato colpito ad un polmone, ma riuscì a sopravvivere. In Italia inizialmente si diede notizia solo dei tre feriti italiani; successivamente l'episodio ha dato adito a polemiche sulle regole d'ingaggio sia delle truppe italiane sia delle truppe della Coalizione che operano nel territorio affidato agli italiani.
- Provincia di Farah, Afghanistan, 17 settembre 2010. Individuati un gruppo di quattro talebani che collocavano un ordigno esplosivo. Una pattuglia della Task Force 45, composta da incursori del 9º Reggimento Paracadutisti d'Assalto "Col Moschin", raggiungeva la zona e prontamente disattivava l'ordigno; nel tentativo di arrestare i quattro attentatori però la pattuglia fu fatta oggetto di intenso fuoco da parte di un gruppo di una trentina di talebani. Due incursori venivano colpiti, mentre i loro colleghi rispondevano al fuoco, richiedevano il supporto aereo e provvedevano all'immediata evacuazione dei feriti; il contatto finì con l'arrivo di un elicottero Mangusta, che mitragliava gli aggressori, uccidendoli quasi tutti. Uno dei due feriti, il tenente Alessandro Romani, sfortunatamente perdeva la vita nell'ospedale militare, perché colpito in un punto non protetto dal Kevlar e per la grave emorragia provocata dal proiettile. Il militare fu decorato alla memoria e questa perdita suscitò l'interesse di molti italiani verso la Task Force 45.
- Battaglia di Herat - Città di Herat, del Distretto di Herat, della Provincia di Herat, Afghanistan - 30 maggio 2011. Duri scontri nei pressi del Comando militare italiano, preceduti dall'esplosione di alcune auto bombe. Il bilancio è di cinque militari italiani feriti ed un numero imprecisato di vittime tra gli afgani, diversi morti e feriti, ma senza precisare quanti fossero civili e quanti membri del commando di aggressori. L'episodio avvenne a qualche mese dalla consegna alle autorità afgane di alcuni distretti dell'Ovest, prima tenuti da presidi militari italo - spagnoli.
- Attacco alla Sede della Esko International ad Herat - 3 Novembre 2011. Secondo quanto riferito da fonti ben informate, gli ostaggi caduti nelle mani dei terroristi negli edifici occupati erano 18 tra i quali tre italiani e un gran numero di indiani, mentre le truppe che hanno rapidamente circondato l'area appartenevano alla forza di reazione rapida, un paio di plotoni di fanteria italiani e fucilieri dell'aria (Aeronautica Militare), mantenuti in costante pre - allarme per far fronte a crisi come questa. Attivata immediatamente anche la componente antiterrorismo della Task Force 45 che ha la sua base e il suo comando all'interno di Camp Arena. Circa una ventina di uomini del Gruppo di intervento speciale dei Carabinieri (gli specialisti dell'antiterrorismo e della liberazione di ostaggi) e del Gruppo operativo incursori della Marina hanno pianificato ed eseguito il blitz, sviluppatosi nella tarda mattinata, pare anche con l'impiego di elicotteri per condurre un attacco simultaneo agli edifici controllati dai terroristi penetrandovi da porte, finestre e tetto. Furono impiegate anche granate accecanti per limitare la reazione dei terroristi. Il fuoco preciso degli incursori ha ucciso tutti i terroristi, come ha confermato Noor Khan Nekzad, portavoce della polizia afghana. La fotografia che ritraeva l'unico incursore ferito nel blitz, un carabiniere del GIS, sorretto da due colleghi della stessa unità, fece il giro del Mondo e destò l'ammirazione di molti, cosa piuttosto insolita per un reparto di forze speciali la cui esistenza non è mai stata confermata dal governo italiano. Il blitz è stato definito impeccabile da numerosi analisti militari[21].
- Il 3 aprile 2012 la Task Force 45 entrava in azione. Nel corso di un blitz furono sequestrati esplosivo, numerose armi e munizioni e vennero arrestati alcuni ribelli, rinchiusi poi nel carcere di Herat.

## Comandanti
Primo comandante della Task force 45 è stato il tenente colonnello incursore del "Col Moschin" Roberto Vannacci.
I comandanti del JSOTG "Condor-A" sono stati:
- da giugno 2006 al 2008: colonnello fanteria paracadutista Ruolo Speciale Germano Sarsale, del 9º Reggimento d'assalto paracadutisti "Col Moschin" - Comandante del JSOTG "Condor-A" già in data 5 gennaio 2008;
- dal 2008 al 2009: tenente colonnello esercito Ruolo Normale Giosuè Silvestro Marzocchella, Comandante del JSOTG "Condor-A" già in data 27 settembre 2008;
- dal 2009 al 2009/2010: colonnello fanteria paracadutista Ruolo Speciale Germano Sarsale del 9º Reggimento d'Assalto Paracadutisti "Col Moschin" - Comandante del JSOTG "Condor-A";
- dal 2009/2011 : tenente colonnello Esercito Ruolo Speciale Giovanni Sidoni - Comandante del JSOTG "Condor-A"
- dal 2011 al 2016: "Cosmo", del 9º Reggimento d'Assalto Paracadutisti "Col Moschin" - Comandante del JSOTG "Condor-A".

## Decorati
- Croce Commemorativa per le benemerenze acquisite durante la partecipazione alle operazioni di concorso al mantenimento della sicurezza internazionale nell'ambito delle operazioni militari in Afghanistan (Decreto Ministeriale del 15 gennaio 2003[24]) - Tutti i militari italiani della Task Force 45 che, dal 7 novembre 2001, abbiano partecipato per un periodo continuativo di almeno 15 giorni, alle attività di concorso al mantenimento della sicurezza internazionale, equiparato per gli equipaggi di volo a 5 missioni/70 ore di volo nella zona di operazioni; si prescinde dai predetti limiti temporali nei confronti di coloro che abbiano partecipato a missioni in territorio ostile o di combattimento o comunque sotto attiva e documentata minaccia nemica, ovvero che, nel corso dell'impiego, siano deceduti oppure abbiano riportato ferite o abbiano contratto malattie che ne abbiano determinato il ritiro dalla missione; la decorazione è, altresì, attribuita al personale che, in Patria, abbia curato le predisposizioni necessarie allo svolgimento delle missioni.
- Medaglia NATO Non Articolo 5 per il Servizio con la NATO in relazione all'Operazione ISAF (ACO Allied Command Operation Directive - AD nº 40-8 del 15 maggio 2007) - Tutti i militari italiani della Task Force 45 che, dal 1º giugno 2003, abbiano acquisito un periodo nel teatro operativo afghano di 30 giorni di servizio continuativo o accumulato, in ogni singolo periodo di servizio, che normalmente è di 180 giorni; i membri di equipaggi aerei accumulano 1 giorno di servizio per il primo volo di un giorno, voli ulteriori effettuati nello stesso giorno non ricevono alcun credito, quest'obbligo sussiste per gli aerei da combattimento come per quelli di supporto, che includono gli aerei cisterna, di trasporto e le piattaforme di sorveglianza. Inoltre, 90 giorni di servizio, in comandi e uffici, in Patria, direttamente connesso con le operazioni in teatro operativo oppure in servizi addestrativi per il personale destinato al teatro operativo.
- Croce d'Argento al Merito dell'Esercito - capitano Pierluigi Fabbiano (nato a Voghera - PV il 23 settembre 1978) - Ufficiale incursore dell'Esercito, Comandante di Distaccamento Operativo Incursori operante presso il Joint Special Operations Task Group "Condor-A" nell'ambito dell'Operazione "Sarissa" in Afghanistan per il fatto d'armi del 20 marzo 2007 (Operazione Speciale "Tiger Achilles") - Decreto Ministeriale n° 939 del 12 dicembre 2008[25]
- Croce d'Argento al Merito dell'Esercito - tenente Paolo Iazzoni (nato a Roma - RM il 29 giugno 1977) - Ufficiale incursore dell'Esercito, Comandante di Distaccamento Operativo Incursori operante presso il Joint Special Operations Task Group "Condor-A" nell'ambito dell'Operazione "Sarissa" in Afghanistan per il fatto d'armi del 25 marzo 2007 (Operazione Speciale "Tiger Achilles") - Decreto Ministeriale n° 942 del 12 dicembre 2008[26]
- Croce d'Argento al Merito dell'Esercito - tenente Giovanni Carofalo (nato a Augusta - SR il 1º luglio 1979) - Ufficiale dell'Esercito, Comandante di Sezione Ranger (4º Reggimento Alpini Paracadutisti "Monte Cervino") in servizio presso il Joint Special Operations Task Group "Condor-A" nell'ambito dell'Operazione "Sarissa" in Afghanistan per il fatto d'armi del 20 marzo 2007 (Operazione Speciale "Tiger Achilles") - Decreto Ministeriale n° 943 del 12 dicembre 2008[27]
- Croce d'Oro al Merito dell'Esercito - maresciallo capo Claudio Mascheroni (nato a Sant'Angelo Lodigiano - LO il 9 novembre 1972) - Sottufficiale incursore scelto dell'Esercito, inquadrato nel Distaccamento Operativo Incursori "Condor 34" operante presso il Joint Special Operations Task Group "Condor-A" nell'ambito dell'Operazione "Sarissa" in Afghanistan per il fatto d'armi del 20 marzo 2007 (Operazione Speciale "Tiger Achilles") - Decreto Ministeriale n° 955 del 2 gennaio 2009[28]
- Medaglia d'Argento al Valore di Marina - capo di prima classe Christian Di Vita (nato a Cagliari - CA il 10 ottobre 1972) - Sottufficiale incursore/paracadutista di Marina, inquadrato nel Distaccamento Operativo Incursori "Caimano 69" della Task Force 45 operante presso il Joint Special Operations Task Group "Condor-A" nell'ambito dell'Operazione "Sarissa" in Afghanistan per il fatto d'armi dell'8 settembre 2006 - Decreto del Presidente della Repubblica n° 1 Archiviato il 22 dicembre 2010 in Internet Archive. del 27 marzo 2009[29]
- Medaglia d'Argento al Valore dell'Esercito - sergente Davide Bernardin (nato a Padova - PD il 25 ottobre 1977) - Sottufficiale incursore dell'Esercito, inquadrato nel Distaccamento Operativo Incursori operante presso il Joint Special Operations Task Group "Condor-A" nell'ambito dell'Operazione "Sarissa" in Afghanistan per il fatto d'armi del 20 marzo 2007 (Operazione Speciale "Tiger Achilles") - Decreto del Presidente della Repubblica n° 254 del 2 aprile 2009[30]
- Croce di Cavaliere dell'Ordine Militare d'Italia - sottotenente di vascello Manuel Fantinati - Ufficiale incursore di Marina, Comandante del Distaccamento Operativo Incursori "Caimano 69" della Task Force 45 operante presso il Joint Special Operations Task Group "Condor-A" nell'ambito dell'Operazione "Sarissa" in Afghanistan per i fatti d'armi dal 25 gennaio 2008 al 5 giugno 2008 - Decreto del Presidente della Repubblica n° ... del 24 luglio 2009[31]
- Croce di Cavaliere dell'Ordine Militare d'Italia - Capo di 1ª classe Igor Zamaro - Sottufficiale incursore di Marina, vicecomandante del Distaccamento Operativo Incursori della Task Force 45 nell'ambito dell'Operazione "Sarissa" in Afghanistan in un contesto caratterizzato da costante stato di tensione e difficili condizioni ambientali, ha operato con straordinaria efficacia, equilibrio ed altissima competenza. In particolare, durante una delicatissima operazione denominata "Vegas", volta alla bonifica di edifici da forze ostili, incurante della propria incolumità e sotto il fuoco avversario, dava prova di perizia, coraggio e valore, coordinando l'operazione e lo sganciamento del dispositivo fino al punto di riordino con le restanti forze. Splendida figura di Sottufficiale, il suo agire ardimentoso, sempre caratterizzato da un altissimo senso del dovere e della responsabilità, ha accresciuto il prestigio ed il lustro delle Forze Speciali della Marina. Afghanistan 22 aprile - 10 settembre 2009[32]
- Croce di Cavaliere dell'Ordine Militare d'Italia - maresciallo aiutante sUPS Massimo Scolari - Sottufficiale del GIS, inquadrato nel Distaccamento Operativo Carabinieri della Task Force 45 operante presso il Joint Special Operations Task Group "Condor-A" nell'ambito dell'Operazione "Sarissa" in Afghanistan per i fatti d'armi dal 25 gennaio 2008 al 3 settembre 2008 - Decreto del Presidente della Repubblica n° ... del 24 luglio 2009[33]
- Medaglia di Bronzo al Valore di Marina - capitano di corvetta Giovanni Ruffino (nato a Alessandria - AL il 23 settembre 1968) - Ufficiale medico di Marina, inquadrato nel Joint Special Operations Task Group "Condor-A" nell'ambito dell'Operazione "Sarissa" in Afghanistan per i fatti dal 6 luglio 2006 al 31 ottobre 2006 - Decreto Ministeriale n° 2 del 9 settembre 2009[34]
- Medaglia di Bronzo al Valore di Marina - sergente Sebastiano Denaro (nato a Siracusa - SR il 14 novembre 1972) - Sottufficiale incursore di Marina, inquadrato nel Distaccamento Operativo Incursori "Caimano 69" della Task Force 45 operante presso il Joint Special Operations Task Group "Condor-A" nell'ambito dell'Operazione "Sarissa" in Afghanistan per il fatto d'armi del 19 aprile 2007 - Decreto del Presidente della Repubblica n° 5 del 12 novembre 2009[35]
- Croce di Cavaliere dell'Ordine Militare d'Italia - Bandiera di guerra del 9º Reggimento d'assalto paracadutisti "Col Moschin" inquadrato nel Distaccamento Operativo Incursori della Task Force 45 operante presso il Joint Special Operations Task Group "Condor-A" nell'ambito dell'Operazione "Sarissa" in Afghanistan per i fatti d'armi dal luglio 2006 all'ottobre 2009 - Decreto del Presidente della Repubblica n° ... del 2 agosto 2010[36]
- Croce d'Onore alle Vittime di Atti di Terrorismo o di Atti Ostili Impegnate in Operazioni Militari e Civili all'Estero - tenente Alessandro Romani (nato a Roma - RM il 18 luglio 1974 - morto nella Provincia di Farah, Afghanistan il 17 settembre 2010) - Ufficiale dell'Esercito del 9º Reggimento d'assalto paracadutisti "Col Moschin" inquadrato nel Distaccamento Operativo Incursori della Task Force 45 operante presso il Joint Special Operations Task Group "Condor-A" nell'ambito dell'Operazione "Sarissa" in Afghanistan per il fatto d'armi del 17 settembre 2010 - Decreto Ministeriale n° ... del 23 dicembre 2010[37]

## Caduti
| n° | Data morte        | Caduto            | Città nascita | Prov. | Data nascita    | Grado                  | Reparto                                             | Missione                                                       | Luogo | Causa                     | Note          |
| -- | ----------------- | ----------------- | ------------- | ----- | --------------- | ---------------------- | --------------------------------------------------- | -------------------------------------------------------------- | --- | ------------------------- | ------------- |
| 01 | 15 ottobre 2009   | Rosario Ponziano  | Palermo       | PA    | 28 gennaio 1984 | primo caporal maggiore | 4º Reggimento alpini paracadutisti "Monte Cervino", | International Security Assistance Force - Operazione "Sarissa" | strada tra la Città di Herat e la Città di Shindand Distretto di Adraskan, Provincia di Herat - Afghanistan | Incidente automobilistico | [ 39 ] [ 40 ] |
| 02 | 17 settembre 2010 | Alessandro Romani | Roma          | RM    | 18 luglio 1974  | tenente                | 9º Reggimento d'assalto paracadutisti "Col Moschin" | International Security Assistance Force - Operazione "Sarissa" | Distretto di Bakwa, Provincia di Farah - Afghanistan                                                        | Combattimento             | [ 40 ]        |